# 圣米凯莱-迪甘扎里亚
圣米凯莱-迪甘扎里亚（義大利語：San Michele di Ganzaria），是意大利西西里大区卡塔尼亞廣域市的一个市镇。总面积25平方公里，人口3649人，人口密度146.0人/平方公里（2009年）。ISTAT代码为087043。